# Kim Ch’aek
Kim Ch’aek [kim.tsʰɛk̚] (ur. 14 sierpnia 1903, zm. 31 stycznia 1951) – północnokoreański generał, minister przemysłu, dowódca frontowy podczas wojny koreańskiej.

## Życiorys
Od 1925 należał do koreańskiej partii komunistycznej. Był więziony. Następnie został jednym z dowódców antyjapońskiej partyzantki w Mandżurii.
W 1945 został komendantem Wojskowej Szkoły Politycznej w Pjongjangu, a następnie wiceprzewodniczącym Komitetu Ludowego Północnej Korei i kierownikiem Departamentu Obrony. W latach 1948–1950 wicepremier i minister przemysłu KRLD, członek KC PPK. W czasie wojny koreańskiej członek Komitetu Wojennego KRLD. 31 stycznia 1951 zginął w bombardowaniu lub zmarł na zawał serca.
Odznaczony tytułem Bohatera KRLD. Jego imieniem nazwano miasto Kimch’aek (wcześniej Sŏngjin) i stadion w tymże mieście.